# El puente de Argenteuil
El puente de Argenteuil (en francés Le pont d'Argenteuil) es un cuadro al óleo del pintor francés Claude Monet de 1874. Se encuentra en el Museo de Orsay en París.
En 1871 Monet se estableció en Argenteuil gracias a la ayuda financiera de Manet: allí pintó junto a otros impresionistas como Renoir, Sisley y Pissarro.
Sobre el mismo tema trabajaron a su vez Renoir, Sisley, Caillebotte, Manet y Morisot.

## Vandalismo
La noche del 6 de octubre de 2007 varias personas en estado de ebriedad entraron al Museo de Orsay y, dentro de los actos vandálicos que cometieron se encuentra una rajadura de 10 centímetros en El puente de Argenteuil.